# اشنلوهه
اشنلوهه (به آلمانی: Eschenlohe) یک شهر در آلمان است که در بایرن واقع شده‌است.

## خصوصیات
اشنلوهه ۵۵٫۰۵ کیلومترمربع مساحت دارد ۶۴۰ متر بالاتر از سطح دریا واقع شده‌است.